# Bernard Haller
Bernard Haller (Ginevra, 5 dicembre 1933 – Ginevra, 24 aprile 2009) è stato un attore, comico e doppiatore svizzero.

## Biografia

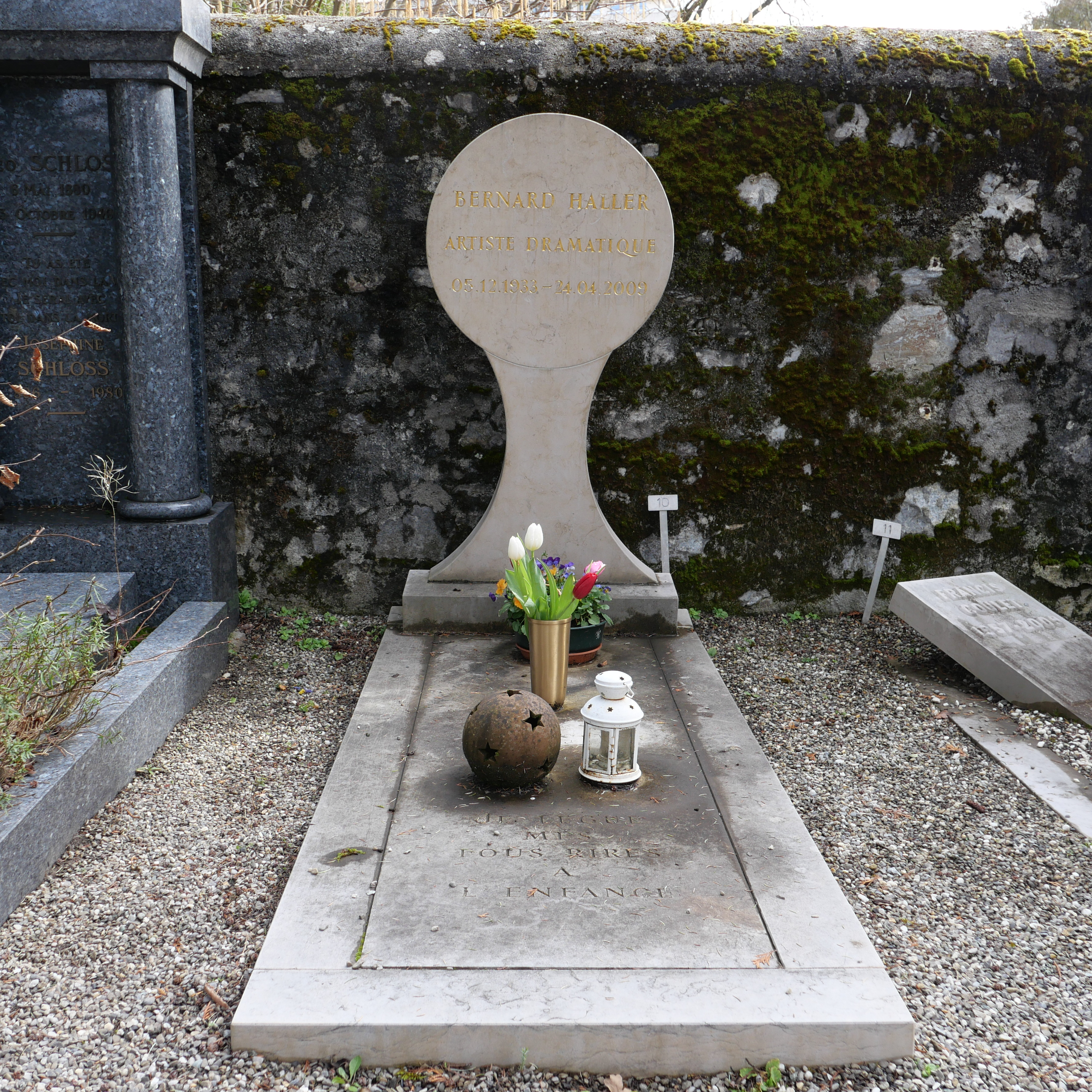
La tomba di Haller

Bernard Haller prende le sue prime corsi di dizione a sette anni con una delle sue zie, professoressa d'arte drammatica. Ha iniziato a studiare legge e veterinaria prima di orientarsi al teatro. Debutta al cabaret Chez Gilles a Losanna, poi si trasferisce a Parigi nel 1955 sperando di diventare un comico. Egli confessa «J'ai été chauve très tôt et ça m'a empêché d'être un jeune premier. Je me suis réfugié dans le cabaret» («Ero calvo molto presto e mi ha impedito di essere giovane per primo. Mi sono rifugiato nel cabaret»).
Debutta al cabaret de l'Écluse, si esibisce al Teatro della Vieille-Grille, poi interpreta nella compagnia di Jacques Fabbri. Come presentatore, Bernard Haller partecipa al primo tour di Sheila chiamato La Tournée du siècle, fine 1963 inizio 1964, che presentava, nella prima parte, la band Les Surfs e Frank Alamo.
Nel 1971 Pierre Fresnay, che dirigeva al Teatro della Michodière, ascoltando l'osservazione e appassionato della loro conversazione, dimentica il suo appuntamento con sua moglie, Yvonne Printemps. È laureato al Prix du Brigadier nel 1972. Continua a lavorare e si fa un nome in una mostra personale. 160.000 spettatori di 95 città applaudono durante il suo primo tour. Quindi continua spettacoli di successo (Et alors ?, Un certain rire incertain, Salmigondivers, Vis-à-vie, nel 1982 a Bobino), usando spesso degli sketchs ad allitterazione soprattutto quello di Coco le concasseur de cacao e di Concertiste.
Al teatro recita in Fregoli di Jérôme Savary al Palais de Chaillot nel 1991 o Volpone nel 2001, al cinema con Je ne sais rien, mais je dirai tout, Signé Furax, La Soif de l'or, Bonjour l'angoisse, Max amore mio (Max mon amour), Coup de jeune e alla televisione Maigret, Nestor Burma, ecc.
Bernard Haller muore nel 2009 a seguito di un problema polmonare. Aveva desiderato in una dei suoi sketchs di annunciare anche la sua morte: « Mort d'Haller : merde alors ! ». Era stato pubblicato un DVD che ricapitolava il suo lavoro. Riposa a Chêne-Bougeries in svizzera.

## Doppiaggio
Noto nel doppiaggio francese soprattutto per aver dato voce a Rantanplan dal 1978 al 1984 e Martin Landau in Ed Wood.

## Filmografia

### Cinema
- Sergent X, regia di Bernard Borderie (1960)
- Le Soldat Laforêt, regia di Guy Cavagnac (1971)
- Un autre monde (1971)
- Le Journal d'un suicidé, regia di Stanislav Stanojevic (1973)
- La Vie facile, regia di Francis Warin (1973)
- Se gli altri sparano... io che c'entro!? (Je sais rien, mais je dirai tout), regia di Pierre Richard (1973)
- Più matti di prima al servizio della regina (Les Quatre Charlots mousquetaires), regia di André Hunebelle (1974)
- Cinque matti alla riscossa (Les Charlots en folie: À nous quatre Cardinal!), regia di André Hunebelle (1974)
- Le Diable dans la boîte, regia di Pierre Lary (1976)
- La Jument vapeur, regia di Joyce Buñuel (1977)
- Chaussette surprise, regia di Jean-François Davy (1978)
- Les Givrés, regia di Alain Jaspard (1979)
- L'Associé, regia di René Gainville (1979)
- Arrête de ramer, t'attaques la falaise !, regia di Michel Caputo (1979)
- Le Roi des cons, regia di Claude Confortès (1981)
- Signé Furax, regia di Marc Simenon (1981)
- Le Braconnier de Dieu, regia di Jean-Pierre Darras (1983)
- Max amore mio (Max mon amour), regia di Nagisa Ōshima (1986)
- Sécurité publique, regia di Gabriel Benatar (1987)
- Bonjour l'angoisse, regia di Pierre Tchernia (1988)
- Coup de jeune, regia di Xavier Gélin (1992)
- Justinien Trouvé ou le Bâtard de Dieu, regia di Christian Fechner (1993)
- La Soif de l'or, regia di Gérard Oury (1993)
- Intrigo perverso (Innocent Lies), regia di Patrick Dewolf (1995)
- Mo', regia di Yves-Noël François (1995)
- Bambole russe (Les Poupées russes), regia di Cédric Klapisch (2005)
- Il coraggio delle aquile (Les Aiguilles rouges), regia di Jean-François Davy (2006)
- Coup de sang, regia di Jean Marbœuf (2006)
- Sa Majesté Minor, regia di Jean-Jacques Annaud (2007)

### Televisione
- Jack - serie TV (1975)
- Voici la fin mon bel ami (1976)
- L'Âge bête (1980)
- Le Bouffon, regia di Guy Jorré (1980)
- Un dessert pour Constance (1981)
- Ce monde est merveilleux (1981)
- Les Scénaristes ou Les aventures extraordinaires de Robert Michon (1982)
- L'Accompagnateur (1982)
- La Dame de cœur (1982)
- Credo - telefilm, regia di Jacques Deray (1983)
- Le Sexe faible (1984)
- Imogène et la veuve blanche (1990)
- Héritage oblige - serie TV, (1990)
- Chambre froide -  film TV, (1993)
- Nestor Burma - serie TV (2x07) (1993)
- Eugénie Grandet -  film TV, regia di Jean-Daniel Verhaeghe  (1994)
- Couchettes express - telefilm, regia di Luc Béraud (1994)
- Baloche (1996)
- Il commissario Maigret (Maigret et l'improbable Monsieur Owen) (1997)
- L'Alambic (1998)
- Un bonheur si fragile (1999)
- Toute la ville en parle (2000)
- Julien l'apprenti di Jacques Otmezguine (2000)
- Il commissario Cordier (Les Cordier, juge et flic) di Gilles Béhat (2001)
- La Bataille d'Hernani - telefilm, regia di Jean-Daniel Verhaeghe (2002)
- Les Thibault - miniserie TV, regia di Jean-Daniel Verhaeghe (2003)
- Papa est formidable - telefilm, regia di Dominique Baron (2004)
- La Crim' - serie TV (7x12) (2005)
- Galilée - film TV (2005)
- L'Abolition - telefilm, regia di Jean-Daniel Verhaeghe (2009)

### Sceneggiatura
- Le Bouffon - film TV (1981)
- L'Accompagnateur - film TV (1982)

### Cortometraggi
- La Grimace, regia di Bertrand Blier (1966)
- Le Bridge, regia di Gilles Dagneau (1986)
- For intérieur, regia di Patrick Poubel (2004)
- Le Manie-Tout, regia di Georges Le Piouffle (2005)
- Le Temps des cerises, regia di Jean-Julien Chervier (2005)
- Dernier instant, regia di Stéphanie Sphyras (2005)
- Dark Elevator (2008)

## Doppiaggio
Lista del doppiaggio di per l'edizione francese.
- Rantanplan in Lucky Luke - La ballata dei Dalton, Lucky Luke - La grande avventura dei Dalton, Lucky Luke serie animata 1984 (1ª parte degli episodi)
- Il pappagallo in Cartouche
- Una delle voci di Pollux in Le Manège enchanté
- Martin Landau in Ed Wood
- Tobias Wills in Lucky Luke - La ballata dei Dalton

## Teatro
- Brouhaha di George Tabori, regia di Jacques Fabbri (1961)
- Et alors ? di Bernard Haller (1971)
- Et alors ? di Bernard Haller (1972)
- L'âge de Monsieur est avancé di Pierre Étaix, regia di Jean Poiret (1985)
- Époque épique di Bernard Haller e Jean-Claude Carrière (1987)
- Fregoli di Patrick Rambaud (1991)
- Ardèle ou la Marguerite di Jean Anouilh, regia di Pierre Franck (1998)

## Doppiatori italiani
Nelle versioni in italiano delle opere in cui ha recitato, Bernard Haller è stato doppiato da:
- Sergio Rossi: Max amore mio
- Sergio Graziani: Più matti di prima al servizio della regina

Da doppiatore è stato sostituito da: 
- Franco Mannella in Lucky Luke - La grande avventura dei Dalton, Lucky Luke - La ballata dei Dalton (ridoppiaggio)

## Riconoscimenti
- Prix du Brigadier per Et alors, Théâtre de la Michodière nel 1972.
- Prix de la Société dei autori e compositori drammatici nel 1975.
- Ordine delle arti e delle lettere fatto comandante durante la promozione del 14 novembre 1995.